# Micropterix emiliensis
Micropterix emiliensis és una espècie d'arna de la família Micropterigidae. Va ser descrita per Pierre Viette l'any 1950.
És una espècie endèmica d'Itàlia.